# 松坂屋岡崎店
松坂屋岡崎店（マツザカヤおかざきてん）は、かつて愛知県岡崎市康生通西に存在した百貨店。松坂屋が運営していた。

## 概要
1971年4月10日、都市再開発法の民間施行第1号、また市内初の百貨店として「岡崎ショッピングセンター レオ」内に、同施設の開業とともに営業開始。
1992年2月期の決算で売上高は129億円に達したが、それをピークに落ち込み続け、1995年から2007年まで営業赤字を計上した。2007年の松坂屋と大丸の経営統合後も経費削減に努めたが売り上げ回復には至らず、2010年1月31日をもって閉店した。
地下1階、地上1-5階で構成され、閉店時点の売場面積は11,429m2であった。
跡地には高層マンション「岡崎ウィズスクエア」とアオキスーパー岡崎康生店（2015年4月21日オープン）が建った。